# Rita Beyens
Rita Beyens (13 juni 1942) is een voormalige Belgische atlete, die gespecialiseerd was in het discuswerpen. Zij veroverde vier Belgische titels.

## Biografie
Beyens werd in 1963 voor het eerst Belgisch kampioene in het discuswerpen. Ook in 1964 en 1968 veroverde ze de Belgische titel. Na tien opeenvolgende titels van Maggy Wauters werd ze in 1979 voor de laatste keer Belgisch kampioene.
Beyens was aangesloten bij NSLO en Turnhout Atletiekclub (TUAC).

## Belgische kampioenschappen
| Onderdeel    | Jaar                   |
| ------------ | ---------------------- |
| discuswerpen | 1963, 1964, 1968, 1979 |

## Persoonlijk record
| Onderdeel    | Prestatie | Datum           | Plaats |
| ------------ | --------- | --------------- | ------ |
| discuswerpen | 49,84 m   | 3 augustus 1979 | Brugge |

## Palmares
discuswerpen
- 1963:  BK AC – 37,42 m
- 1964:  BK AC – 38,05 m
- 1968:  BK AC – 41,48 m
- 1979:  BK AC – 47,10 m